# FC Feniks
Il Feniks Drenas è una squadra kosovara di calcio a 5, fondata nel 2003 con sede a Glogovac.

## Palmarès
- Campionato kosovaro: 4

2008-09, 2012-13, 2015-16, 2017-18
- Coppa del Kosovo: 6

2010-11, 2011-12, 2013-14, 2014-15, 2015-16, 2017-18
- Supercoppa del Kosovo: 5

2009, 2012, 2014, 2015, 2016